# چنگ‌های اور

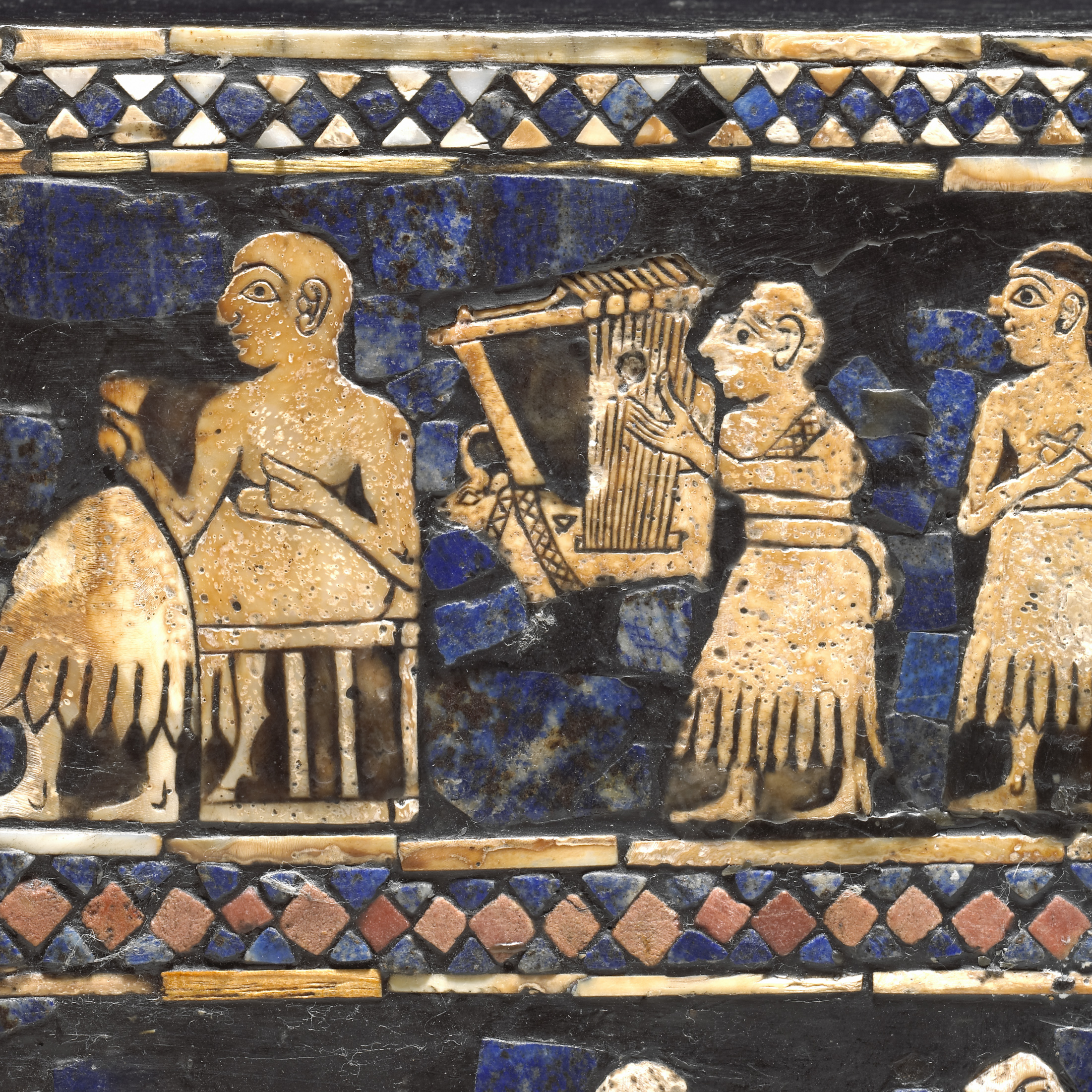
قاب «صلح» در بیرق اور که در آن صحنه‌ای از چنگ‌نوازی دیده می‌شوند. بیرق اور در همان مکانی یافت شده که باقی‌مانده چهار چنگ اور کشف شد.

چنگ‌های اور چهار چنگی هستند که قطعات آن در شهر باستانی اور در جنوب میان‌رودان واقع در عراق امروزی کشف شده‌است. چنگ‌های اور که بیش از ۴۵۰۰ سال دیرینگی دارند، قدیمی‌ترین نمونه از سازهای زهی کشف‌شده در دنیا هستند.
باستان‌شناسان در سال ۱۹۲۹ قطعات سه چنگ کوچک معروف به چنگ رومی و یک چنگ بزرگ‌تر را در اور کشف کردند. لئونارد وولی به سرپرستی گروهی از ۱۹۲۲ تا ۱۹۳۴ سرگرم کاوش در گورستان شاهی اور بودند که بقایای این چنگ‌ها را نیز در آنجا یافتند. این چنگ‌ها با استفاده از قطعات آن‌ها بازسازی شده و به موزه‌های مختلفی که در این کاوش‌ها همکاری کرده‌بودند اهدا شدند.

## چهار چنگ

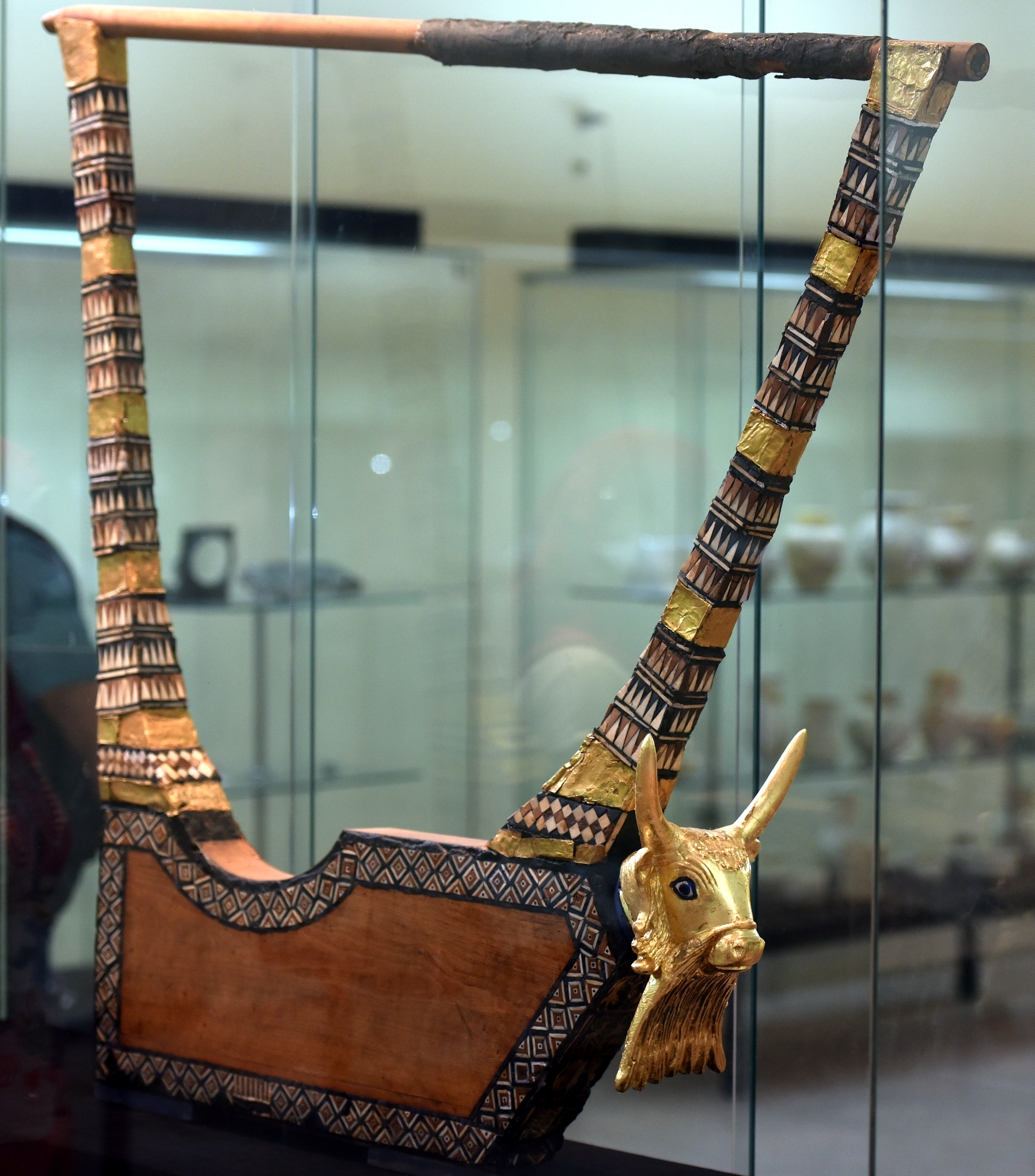
چنگ‌های اور

«چنگ زرین اور» یا «چنگ ورزا» زیباترین چنگ یافته‌شده در اور است و به موزه ملی عراق در بغداد اهدا شد. این چنگ که بازسازی شده‌بود به علت آب‌گرفتگی ساختمان در جریان جنگ دوم عراق آسیب دید. نسخه کپی از آن اما موجود است.
«چنگ ملکه» یکی از دو چنگی است که وولی در گور ملکه پو-آبی یافت و هم‌اینک در موزه بریتانیا نگهداری می‌شود.
یک چنگ زورق‌مانند نقره‌ای و یک چنگ با سر گاو نر که از ورقه طلا ساخته شده و ریشی از جنس لاجورد دارد در موزه باستان‌شناسی و مردم‌شناسی دانشگاه پنسیلوانیا نگهداری می‌شوند.